# Sichuan
 Sichuan (?·pàg.) (xinès tradicional i simplificat: 四川, pinyin: Sìchuān, Wade-Giles: Ssŭ-chʻuan, transcripció antiga: Szechwan i Szechuan; antigament també s'anomenava «Xina Occidental» per les missions protestants; també s'ha pogut trobar escrit en català Sitxuan) és una província de la zona centreoriental de la República Popular de la Xina amb capital a Chengdu. Limita al nord amb la província de Gansu, al nord-oest amb la província de Shaanxi, a l'est amb el municipi de Chongqing, al sud-est amb la província de Guizhou, al sud amb la província de Yunnan, a l'oest amb la Regió Autònoma del Tibet i al nord-oest amb la província de Qinghai.

## Geografia
Està situada al sud-oest de la Xina, travessada pel riu Yangzi a l'est de la depressió anomenada conca vermella. És una regió molt fèrtil i amb un clima càlid d'hiverns suaus. A l'oest dominen els altiplans freds, muntanyes verges i profundes goles més aptes per als pastors tibetans. És una de les portes de comunicació amb el Tibet.

Sichuan s'organitza administrativament en 18 prefectures i 3 prefectures autònomes:
- Chengdu (成都)
- Mianyang (绵阳)
- Deyang (德阳)
- Yibin (宜宾)
- Panzhihua (攀枝花)
- Leshan (乐山)
- Nanchong (南充)
- Zigong (自贡)
- Luzhou (泸州)
- Neijiang (内江)
- Guangyuan (广元)
- Suining (遂宁)
- Ziyang (资阳)
- Guang'an (广安)
- Ya'an (雅安)
- Meishan (眉山)
- Dazhou (达州)
- Bazhong (巴中)
- Prefectura Autònoma Tibetana i Qiang d'Aba (阿坝藏族羌族自治州)
- Prefectura Autònoma Tibetana de Garze (甘孜藏族自治州)
- Prefectura Autònoma Li de Liangshan (凉山彝族自治州)

## Economia
La seva economia es basa en la producció de cereals, cucs de seda i oli. Disposa també d'indústries metal·lúrgiques, electròniques i farmacèutiques. A Sichuan hi ha mines de ferro i d'altres minerals.

## Història

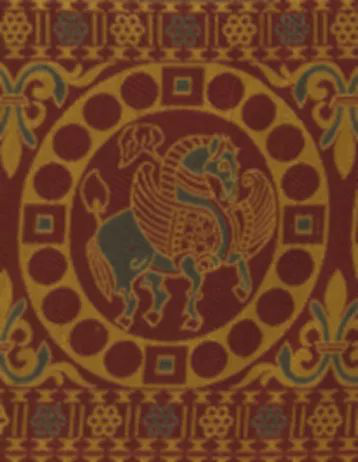
Brodat sichuanès amb patró de cavall alat, segles VII– X. Sichuan és coneguda per la seva seda i el seu teixit de brocat.

Segons modernes investigacions, foren els pobles Ti i Ch'iang del Sichuan els que van inventar la indústria de la seda. Segons els Annals Han, l'emperador Wu va enviar un ambaixador de nom Ch'ang Ch'ien a l'Àsia central, el qual va trobar sedes i objectes manufacturats al país de T'a Hsia (modern Afganistan) vers el 139-126 aC i es creu que ja llavors hi havia una ruta comercial entre Sichuan i l'Àsia central; la ruta era anterior (700 anys més antiga) que la primera ruta de la seda coneguda que anava cap a l'oest (西域 Xi yu， països de l'oest) amb sortida al país dels xiongnu (匈奴). La ruta sortia de Chengdu, la capital del Sichuan, i es dividia en dues branques: la via d'aigua oriental que seguia el riu Min i entrava a Yunnan cap a Kumming, i la via terrestre occidental que partia del centre siderúrgic de Chiunglai i anava cap al Yunnan occidental per diverses valls per arribar a Tali o Dali, on les dues rutes es trobaven; seguien a cavall i entraven a Birmània i cap a l'Índia. La ruta s'anomenava Shu-Junt'u Tao ('passatge Sichuan-Índia'). De l'Índia anava per mar cap a Aràbia i per terra cap a l'Àsia central.
La regió va passar a l'imperi durant la dinastia Qin (221 aC fins al 206 aC), però se'n va independitzar l'any 24. Dos segles abans de l'inici de l'era cristiana la cultura han ja havia penetrat al Sichuan i es va acabar consolidant en els primers dos segles de l'era comuna. És part de la Xina de manera permanent d'ençà el segle X. L'islam no va penetrar a la província fins a la conquesta mongola, per primera vegada el 1253, quan un contingent de l'exèrcit mongol fou enviat per Kubilai Khan per conquerir Sichuan i Yunnan. Després de la conquesta soldats musulmans s'hi van establir. Durant tres dinasties (Yuan, Ming i Qing) els musulmans van seguir emigrant, com a soldats o com a comerciants, generalment procedents del Kansu i el Shensi, però també d'altres llocs. La mesquita de Ku-ch'ie Lou a Chengdu fou construïda sota els Ming (reconstruïda al segle XVII). Durant la dinastia Qing (1644-1911) la població musulmana va augmentar al Sichuan, especialment al segle XIX, després del fracàs de les revoltes de Ma Hualong a Shensi i Kansu, i de Du Wenxiu a Yunnan, quan van arribar milers de refugiats que fugien de les massacres. Llavors es va expandir a la regió la confraria de la Nakshbandiya-Djahriyya, però la confraria dels Kadiriyya i la dels Nakshbandiya-Khufiyya ja havien pres peu de Sichuan al segle XVII.
Sota el govern comunista els musulmans foren integrats en la majoria han i avui dia no es pot distingir un hui del Sichuan d'un han de la mateixa regió excepte perquè els musulmans no mengen porc. Els musulmans constituïen el 1990 el 2,2% de la població (unes 109.000 persones). La ciutat de Chongqing, on va néixer el reformador Deng Xiaobing, va obtenir el 1997 l'estatus de municipalitat i va quedar separada de la província.

## Cultura
La població està composta per habitants de 53 ètnies diferents, entre les quals destaquen la minoria tibetana i la yi.
Els habitants de Sichuan són un subgrup dels xinesos han que viuen majoritàriament a la província de Sichuan i al municipi de Chongqing. A principis del segle ix aC, Shu (a la plana de Chengdu) i Ba (que va tenir la seva primera capital a la ciutat d'Enshi, a Hubei i controlava part de la vall del riu Han) van destacar com a centres culturals i administratius on es van establir dos regnes rivals. Tot i que finalment la dinastia Qin va destruir els regnes de Shu i Ba, el govern Qin va accelerar els avenços tecnològics i agrícoles de Sichuan fent-lo comparable al de la vall del riu Groc. La llengua actualment extingida dels Ba-Shu derivava dels colonitzadors de l'era Qin i representa la divisió documentada més primerenca del que ara s'anomena xinès mitjà.
Durant les dinasties Yuan i Ming, la població de l'àrea va disminuir a causa de les guerres i la pesta bubònica i van arribar nous pobladors de l'àrea de l'actual Hubei, reemplaçant el xinès comú més primerenc amb un estàndard nou.
El Memorial Li Bai, ubicat a Jiangyou, és un museu en memòria de Li Bai, poeta xinès de la dinastia Tang (618–907) construït al lloc on va criar-se. L'edifici es va començar el 1962 en ocasió del 1200è aniversari de la seva mort, es va completar el 1981 i es va obrir al públic a l'octubre de 1982. El memorial és construït amb l'estil del jardí Tang clàssic.
El 2003 Sichuan tenia 88 companyies artístiques, 185 centres de cultura, 133 biblioteques i 52 museus. Les empreses radicades a Sichuan també va produir 23 sèries televisives i una pel·lícula.

### Llengües

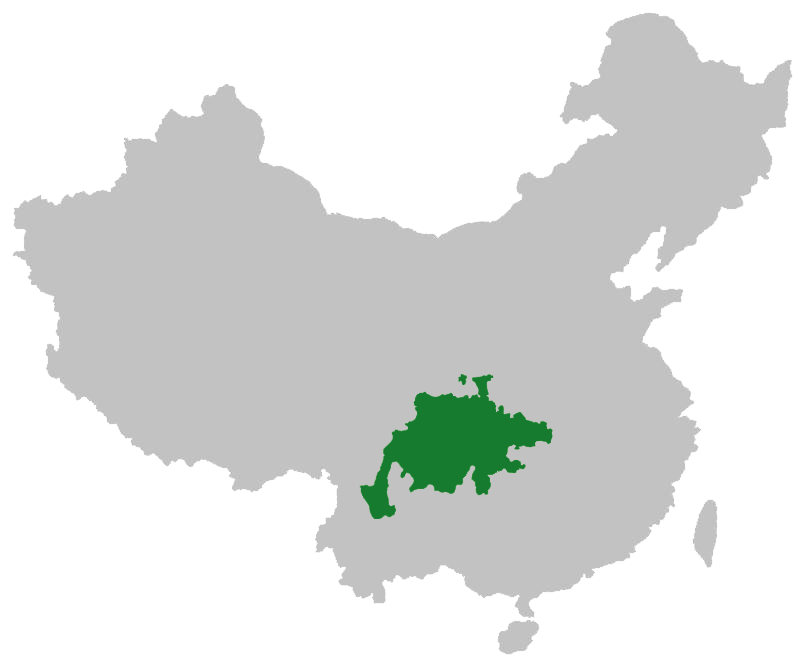
Domini lingüístic actual del dialecte sichuanès.

Els sichuanesos havien parlat la seva pròpia varietat del xinès anomenat xinès ba-shu, o antic sichuanès, abans que s'extingís durant la dinastia Ming. Ara la majoria parla mandarí sichuanès. Alguns lingüistes creuen que els dialectes minjiang són descendents genuïns de l'antic sichuanès, però no hi ha cap evidència concloent que els dialectes Minjiang siguin derivats de l'antic sichuanès o del mandarí sud-occidental.
Les llengües parlades a Sichuan pertanyen principalment a tres subfamílies de les llengües sinotibetanes.
La varietat de xinès parlat més àmpliament utilitzada a Sichuan és mandarí sichuanès, el qual és la lingua franca a Sichuan, Chongqing i parts de la Regió Autònoma del Tibet. Tot i que el sichuanès es classifica generalment com a dialecte del mandarí, és altament divergent en fonologia, vocabulari, i fins i tot gramàtica del xinès estàndard. El dialecte minjiang resulta especialment difícil d'entendre a parlants d'altres dialectes mandarins.
La Prefectura Autònoma Tibetana de Garze i la Prefectura Autònoma i Qiang d'Aba a l'oest de Sichuan és poblat per tibetans i qiangs. Els tibetans parlen khams i amdo, que són dues llengües tibètiques, així com diverses llengües qiànguiques. Els qiang parlen llengües qiànguiques i sovint també llengües tibètiques. Els yis de la Prefectura Autònoma Yi de Liangshan, al sud de Sichuan parlen la llengua nuosu, de la família de les llengües lolo-birmanes. El yi s'escriu utilitzant l'escriptura yi, un sil·labari estandarditzat el 1974. Una altra llengua minoritària és l'ersu, de la família burmo-qiànguica, amb uns 13.000 parlants, que té un sistema d'escriptura propi per als textos religiosos, l'escriptura pictogràfica shaba, reservada als oficiants de la religió tradicional shaba. La Universitat del Sud-oest per a Nacionalitats té un dels departaments més prominents de tibetologia de la Xina, i l'Editorial de les Minories del Sud-oest publica literatura de les llengües minoritàries. A les regions autònomes de minories la senyalització és bilingüe i hi ha escoles públiques amb llengua vehicular diferent del mandarí.

## Gastronomia
La gastronomia de Sichuan es caracteritza pels seus plats picants. Dos dels menjars més coneguts són el pollastre Gōng Bǎo i el mapo doufu; tots dos es poden trobar actualment arreu de la Xina.